# Deltochilum howdeni
Deltochilum howdeni là một loài bọ cánh cứng trong họ Bọ hung (Scarabaeidae).